# Condado de Santa María de Formiguera
El condado de Santa María de Formiguera es un título nobiliario español creado el 28 de julio de 1632  por el rey Felipe IV a favor de Pedro Ramón Zaforteza y de Villalonga, caballero de Calatrava, procurador real del Reino de Mallorca, virrey del mismo y también de Cerdeña, señor de Santa Margarita con jurisdicción civil y criminal en todas sus caballerías,

## Condes de Santa María de Formiguera
|                        | Titular                                        | Periodo                |
| Creación por Felipe IV | Creación por Felipe IV                         | Creación por Felipe IV |
| ---------------------- | ---------------------------------------------- | ---------------------- |
| I                      | Pedro Ramón Zaforteza y Villalonga             | 1637-1639              |
| II                     | Ramón Zaforteza y Fuster                       | 1639-1694              |
| III                    | Guillermo de Rocafull-Puixmarín y de Rocabertí | 1694-1728              |
| IV                     | Ramón Morro y Ferrer de Sant Jordi             | 1728-¿?                |
| V                      | Antoni Ferrer de Sant Jordi y Solà             | ¿?-¿?                  |
| VI                     | Vicente Antonio Ferrer de San Jordi y Morro    | ¿?-¿?                  |
| VII                    | Juan Antonio Ferrer de San Jordi y Vives       | ¿?-¿?                  |
| VIII                   | Vicente Ferrer de San Jordi                    | ¿?-¿?                  |
| IX                     | Vicente Ferrer de San Jordi y Truyols          | 1961-¿?                |
| X                      | Vicente Ferrer de San Jordi y Fuster           | 1995-                  |